# Johova
Johova je naselje v občini Kozarska Dubica, Bosna in Hercegovina. 

## Deli naselja
Johova, Mala Johova, Velika Johova in Vranovac.

## Prebivalstvo
| Pregled števila prebivalcev po letih | Pregled števila prebivalcev po letih | Pregled števila prebivalcev po letih | Pregled števila prebivalcev po letih | Pregled števila prebivalcev po letih | Pregled števila prebivalcev po letih |
| ------------------------------------ | ------------------------------------ | ------------------------------------ | ------------------------------------ | ------------------------------------ | ------------------------------------ |
| 1948                                 | 1953                                 | 1961                                 | 1971                                 | 1981                                 | 1991                                 |
| -                                    | -                                    | -                                    | 256                                  | 223                                  | 174                                  |

| Narodna sestava prebivalstva po letih                                                                                      | Narodna sestava prebivalstva po letih                                                                                        | Narodna sestava prebivalstva po letih                                                                                      |
| --- | --- | --- |
| 1971 | 1981 | 1991 |
| . skupaj: 256 Srbi 246 (96,09 %) Hrvati 0 (0,00 %) Muslimani 0 (0,00 %) Jugoslovani 8 (3,12 %) drugi in neznano 2 (0,78 %) | . skupaj: 223 Srbi 181 (81,16 %) Hrvati 0 (0,00 %) Muslimani 0 (0,00 %) Jugoslovani 42 (18,83 %) drugi in neznano 0 (0,00 %) | . skupaj: 174 Srbi 164 (94,25 %) Hrvati 0 (0,00 %) Muslimani 0 (0,00 %) Jugoslovani 3 (1,72 %) drugi in neznano 7 (4,02 %) |